# Априлово (област Стара Загора)
 Тази статия е за селото в Област Стара Загора.  За другите български села с това име вижте Априлово.  
Априлово е село в Южна България. То се намира в община Гълъбово, област Стара Загора.
На 9-ти септември 2017 година е осветен единственият храм в селото - параклис „Света Анна“. Храмът е осветен от Старозагорски митрополит Киприян. Строителството на параклиса отнема две години, като първият камък е положен на 10-ти февруари 2015 година от бившия Старозагорски митрополит Галактион.

## Личности
Родени
- Янко Петров – народен музикант (гъдулар);
- Еню Тодоров (1943 – 2022) – български борец, олимпийски медалист.

Други
- Красимир Вълчев – министър на образованието и науката